# Tecoma rosifolia
Tecoma rosifolia là một loài thực vật có hoa trong họ Chùm ớt. Loài này được Kunth miêu tả khoa học đầu tiên năm 1818.